# Batalla de Mícala
La batalla de Mícala (en griego antiguo: Μάχη τῆς Μυκάλης; Machē tēs Mykalēs) fue una de las grandes batallas que pusieron fin a la segunda invasión persa de Grecia durante las guerras médicas. Tuvo lugar hacia finales de agosto del 479 a. C. en la costa de Jonia junto al pie del monte Mícala, muy cerca de Samos. En el enfrentamiento intervinieron una alianza de polis griegas, entre ellas Esparta, Atenas y Corinto, contra el Imperio aqueménida de Jerjes I.
El año anterior una fuerza invasora persa liderada por Jerjes en persona había logrado vencer a los helenos en las batallas de las Termópilas y Artemisio, conquistando así Tesalia, Beocia y el Ática. Sin embargo, en la siguiente batalla de Salamina una alianza de armadas griegas consiguió una sorprendente victoria que logró impedir la conquista persa del Peloponeso. Jerjes tuvo que retirarse y dejó en Grecia a su general Mardonio al frente de un numeroso ejército con el que intentar someter al año siguiente a los griegos.
En el verano del 479 a. C. los griegos reunieron un gran ejército y marcharon a enfrentarse a los persas de Mardonio en la batalla de Platea. Al mismo tiempo, una flota aliada helena navegó hasta Samos, donde fondeaba lo que quedaba de la flota persa. Los asiáticos trataron de evitar la confrontación y vararon sus barcos en las faldas del monte Mícala, tras lo que se reunieron con un grupo del ejército persa y construyeron un campamento rodeado por una empalizada. El comandante de los griegos, el rey espartano Leotíquidas II, decidió atacar de todos modos con la totalidad de sus hombres, marinos incluidos.
Aunque los persas ofrecieron resistencia, los hoplitas griegos se mostraron nuevamente superiores en combate y consiguieron derrotarlos. Los persas huyeron a su campamento, pero allí desertó el contingente de griegos jónicos, circunstancia que facilitó el asalto y toma de la empalizada por parte de los helenos, que en su interior dieron muerte a muchos persas. Los barcos medos fueron capturados y quemados, lo que sumado a la derrota de Mardonio en Platea (al parecer ambos enfrentamientos ocurrieron en el mismo día), puso fin definitivo a la invasión persa de Grecia. Tras Platea y Mícala los aliados helenos pudieron tomar la iniciativa en la guerra contra el imperio persa, marcando así una nueva fase en las guerras médicas. Aunque Mícala fue una batalla decisiva en todos los aspectos, no goza de la misma fama (ni en su momento siquiera) que por ejemplo la victoria ateniense en Maratón o la derrota griega en las Termópilas.

## Fuentes

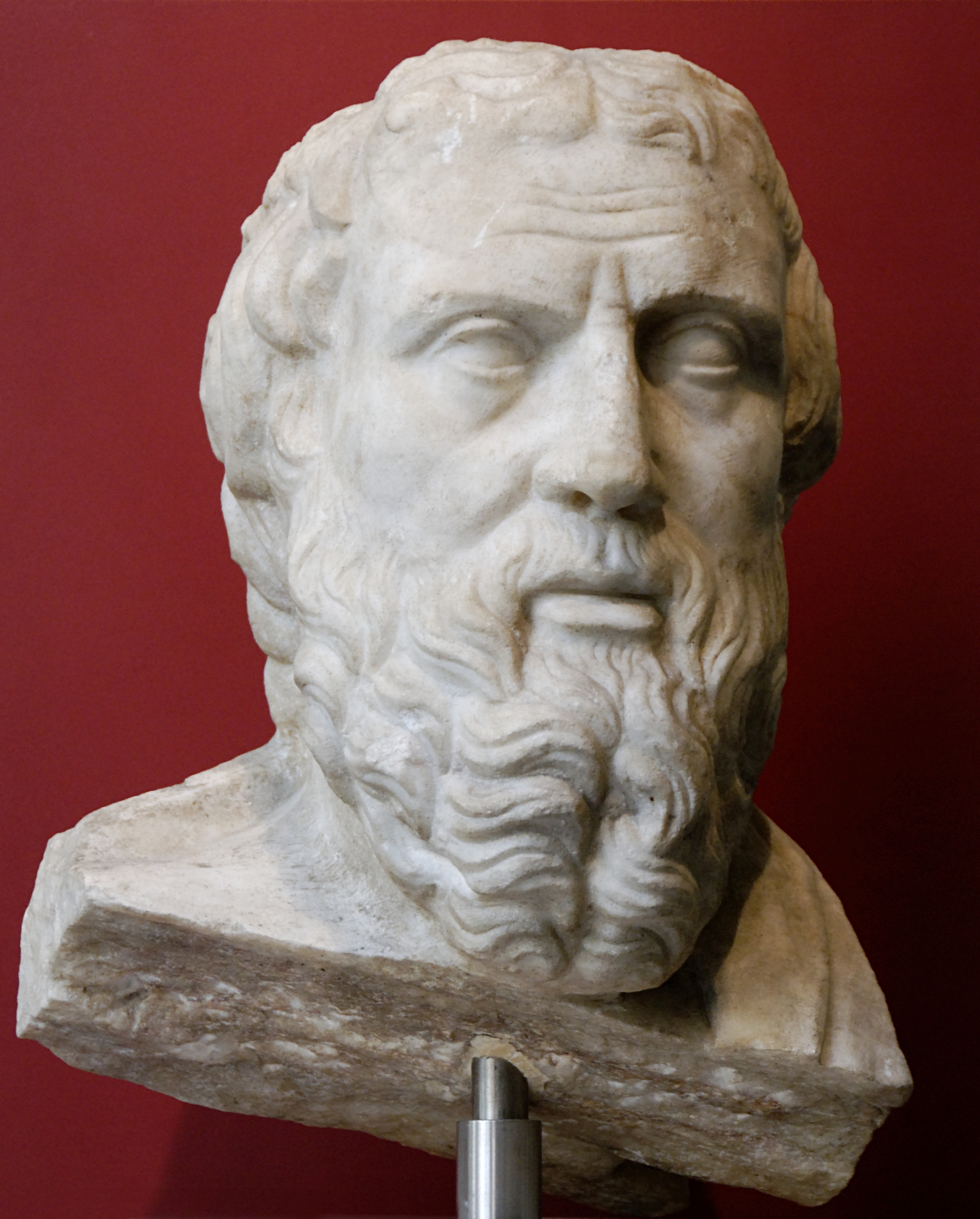
Busto de Heródoto.

## Contexto histórico
Las ciudades griegas de Atenas y Eretria habían apoyado sin éxito una revuelta en Jonia contra el Imperio persa de Darío I entre el 499 y el 494 a. C. El imperio persa era todavía relativamente joven y sufría frecuentes levantamientos de los pueblos que había sometido. Por otra parte, Darío era un usurpador y había pasado mucho tiempo sofocando revueltas contra su gobierno. La revuelta jónica amenazó la integridad de su imperio, por lo que Darío prometió castigar a los involucrados, especialmente los poderes extranjeros que la apoyaron, aprovechando la ocasión para expandir sus dominios por el fragmentado mundo de la antigua Grecia. Se envió una primera expedición bajo mando de Mardonio en el 492 a. C. para asegurar territorios cercanos a Grecia que acabó con la reconquista de Tracia y forzó a Macedonia a convertirse en un reino subyugado de Persia. En el 490 a. C. partió una fuerza anfibia meda comandada por Datis y Artafernes que consiguió saquear Naxos y Eretria antes de moverse a atacar Atenas. Sin embargo, en la batalla de Maratón los atenienses lograron una sonada victoria que obligó a la retirada del ejército aqueménida hacia Asia.

El mundo griego durante las guerras médicas. [//upload.wikimedia.org/wikipedia/commons/d/d8/Map_Greco-Persian_Wars-es.svg Pincha aquí] para ver el mapa en mayor tamaño

Darío comenzó a crear un gran ejército con el que pretendía someter toda Grecia, pero murió antes de que la invasión diera comienzo. El trono de Persia pasó a su hijo Jerjes I, que enseguida retomó los preparativos para la invasión del mundo heleno, preparativos que incluyeron la construcción de dos puentes de pontones para cruzar el Helesponto. En el 481 a. C. Jerjes envió embajadores por toda Grecia exigiendo «la tierra y el agua» como gesto de sumisión, pero dejando de lado deliberadamente a Atenas y a Esparta, pues ambas polis estaban en guerra abierta contra Persia. Estas dos ciudades comenzaron a recibir apoyos y, en un congreso de ciudades-estado reunido en Corinto a fines del otoño del 481 a. C., se creó una alianza confederada (de ahora en adelante referida como «los aliados»). Este acuerdo era excepcional en el desunido mundo griego, y más teniendo en cuenta que muchas de las ciudades que estuvieron presentes estaban técnicamente en guerra entre ellas.
Inicialmente los aliados adoptaron la estrategia de bloquear los accesos terrestres y marítimos al sur de Grecia, al Peloponeso. Así, en agosto del 480 a. C., tras tener noticia del avance de Jerjes, un pequeño ejército aliado liderado por el Leónidas I, rey de Esparta, bloqueó el paso de las Termópilas mientras una armada esencialmente ateniense navegaba a los estrechos de Artemisio. En una batalla legendaria, una reducida fuerza griega detuvo en las Termópilas el avance del numerosísimo ejército persa durante tres días, hasta que fueron traicionados y los medos los rodearon por un paso de montaña. Aunque la mayor parte del ejército griego se retiró, la retaguardia formada por soldados espartanos y tespios fue rodeada y aniquilada. En la simultánea batalla naval de Artemisio se llegó a un punto muerto, pero cuando los helenos tuvieron noticia de la derrota en las Termópilas, se retiraron porque ya no tenía sentido defender Artemisio.
Tras la batalla en las Termópilas el ejército persa saqueó e incendió las ciudades de Beocia que no se habían rendido, Platea y Tespias, antes de tomar posesión de la entonces evacuada ciudad de Atenas. Mientras, el ejército aliado preparó la defensa del istmo de Corinto. Jerjes deseaba aplastar definitivamente a los aliados para tomar posesión de toda Grecia en esa campaña; por el contrario los helenos buscaban una victoria decisiva sobre la armada persa que garantizara la seguridad del Peloponeso. La batalla naval de Salamina resultó una victoria decisiva de los aliados y marcó un punto de inflexión en el conflicto.

Movimientos de los ejércitos persa y griego en los años 480 y 479 a. C.

Después de la derrota de su armada en Salamina, Jerjes se retiró a Asia con el grueso de su ejército. Según Heródoto, lo hizo porque temía que los griegos navegaran al Helesponto y destruyeran los pontones, atrapando así a su ejército en Europa. Dejó a su general Mardonio al mando de las mejoras tropas para completar la conquista de Grecia al año siguiente. Mardonio evacuó el Ática y pasó el invierno en Tesalia, con lo que los atenienses pudieron reocupar su ciudad destruida. Durante el invierno surgieron algunas tensiones entre los aliados, en particular con los atenienses, que no estaban protegidos por el istmo, pero cuya flota era clave para la seguridad del Peloponeso y habían hecho duras contribuciones, razones por las que querían que un ejército aliado marchara al norte al año siguiente. Los aliados lo rechazaron y la armada ateniense se negó a unirse a los aliados en primavera. La armada aliada, ahora bajo mando del rey de Esparta Leotíquidas II, fondeó frente a la isla de Delos, mientras que los restos de la flota persa hizo lo mismo frente a Samos. Ambos bandos querían evitar la confrontación. Del mismo modo, Mardonio permaneció en Tesalia a sabiendas de que un ataque en el istmo no tenía sentido, mientras que los griegos rehusaron marchar con un ejército fuera del Peloponeso.
Mardonio se movió para romper el punto muerto y trató de ganarse el apoyo de los atenienses y su flota a través de la mediación de Alejandro I de Macedonia, ofreciéndoles paz, autogobierno y expansión territorial. Los atenienses se aseguraron de que una delegación espartana estuviera también presente para escuchar la oferta, y la rechazaron. Tras esto, los persas marcharon otra vez al sur y Atenas fue evacuada de nuevo. Mardonio entonces repitió su oferta de paz a los atenienses refugiados en Salamina. Atenas, junto con Megara y Platea, enviaron emisarios a Esparta para pedir su ayuda y amenazaron con aceptar la oferta persa si no lo hacían. Según Heródoto, los espartanos, que estaban celebrando entonces el festival de Jacinto, retrasaron la toma de una decisión hasta que fueron persuadidos por un invitado, Chileos de Tegea, quien señaló el peligro que corría toda Grecia si los atenienses se rendían. Cuando los emisarios atenienses mandaron un ultimátum a los espartanos, al día siguiente, se sorprendieron al escuchar que una fuerza espartana ya estaba en camino para enfrentarse a los persas.
En respuesta, la armada ateniense bajo mando de Jantipo se unió a la flota aliada frente a Delos. Después se les sumó una delegación de Samos, que sugirió que las ciudades jónicas se rebelarían si la flota aliada derrotaba a la persa. Además, señalaron que en la flota aqueménida la moral era baja y su navegabilidad estaba muy mermada, por lo que Leotíquidas II decidió intentarlo y zarpó rumbo a Samos.

## Preludio

Posición del monte Mícala en relación con la isla de Lade, Samos y Mileto.

Cuando los persas supieron que la flota griega se acercaba, zarparon desde Samos en dirección a la costa jónica. Según Heródoto, lo hicieron tras decidir en consejo que no serían capaces de vencer a los aliados en una batalla naval. Ordenaron a los barcos fenicios que se marcharan (Heródoto no explica por qué) y entonces desembarcaron cerca de las faldas del monte Mícala, donde Jerjes había dejado un ejército al mando de Tigranes con la finalidad de proteger Jonia. Los persas vararon sus barcos, construyeron una empalizada de madera cerca de la costa y se prepararon para defenderla.
Al encontrarse con que los persas se habían marchado de Samos, los griegos dudaron sobre cómo proceder. Finalmente decidieron navegar al continente, preparados para una batalla naval, pero cuando se acercaban a la costa Jonia los persas no salieron a su encuentro y permanecieron en su fuerte. Leotíquidas ordenó navegar lo más cerca posible de su campamento y ordenó a un heraldo que dijera lo siguiente a los jonios que se hallaban entre las tropas persas:

Jonios, prestad atención a mis palabras todos los que podáis llegar a escucharme, pues los persas no van a entender nada de lo que quiero encomendaros: cuando nos enfrentemos a ellos en batalla, todo el mundo debe tener presente, ante todo, su libertad y la de todos los griegos y, en segundo lugar, nuestra contraseña: Hera. Y quien no me haya oído, que se entere por los demás.

Heródoto sugiere que el propósito de este mensaje era doble: primero dar coraje y aliento a los jonios, a espaldas de los persas, para que lucharan junto a los aliados (o que al menos no lucharan contra ellos), y si el mensaje era entendido por los persas, hacer que estos desconfiaran de los jonios. Tras estas palabras, los griegos también vararon sus barcos y comenzaron a prepararse para asaltar el campamento. Los persas, suponiendo que su contingente de Samos apoyaría a los aliados, les retiraron sus armaduras. Además enviaron a los milesios a guardar los pasos a través del monte Mícala, sospechando que estos también podían desertar. Tras deshacerse de estas dos amenazas potenciales, los persas salieron de su fortín y se prepararon para plantar batalla. Es posible que el relativamente pequeño número de marineros de los aliados también desembarcara y se preparara para la batalla, lo que hizo que los persas se confiaran y abandonaran la seguridad de su empalizada.
Heródoto relata que los aliados se aproximaron al campamento persa y entonces se extendió entre ellos el rumor de una victoria griega en Platea. Diodoro Sículo también dice que Leotíquidas informó a los aliados de la victoria en Platea antes de entrar en combate, noticia que les infundió moral y confianza en conseguir ellos su propia victoria. Se ha intentado explicar esto de varias maneras, así como el supuesto hecho de que ambas batallas se libraron el mismo día. El historiador Green sugiere que después de la victoria en Platea el general aliado Pausanias se hizo con el control del sistema de señales luminosas que Jerjes había empleado para comunicarse con Asia y lo utilizó para informar de su victoria a la flota aliada. Esto podría explicar el rumor de victoria y el ataque casi simultáneo, pero es solo una teoría.

## Las fuerzas enfrentadas

### Los persas

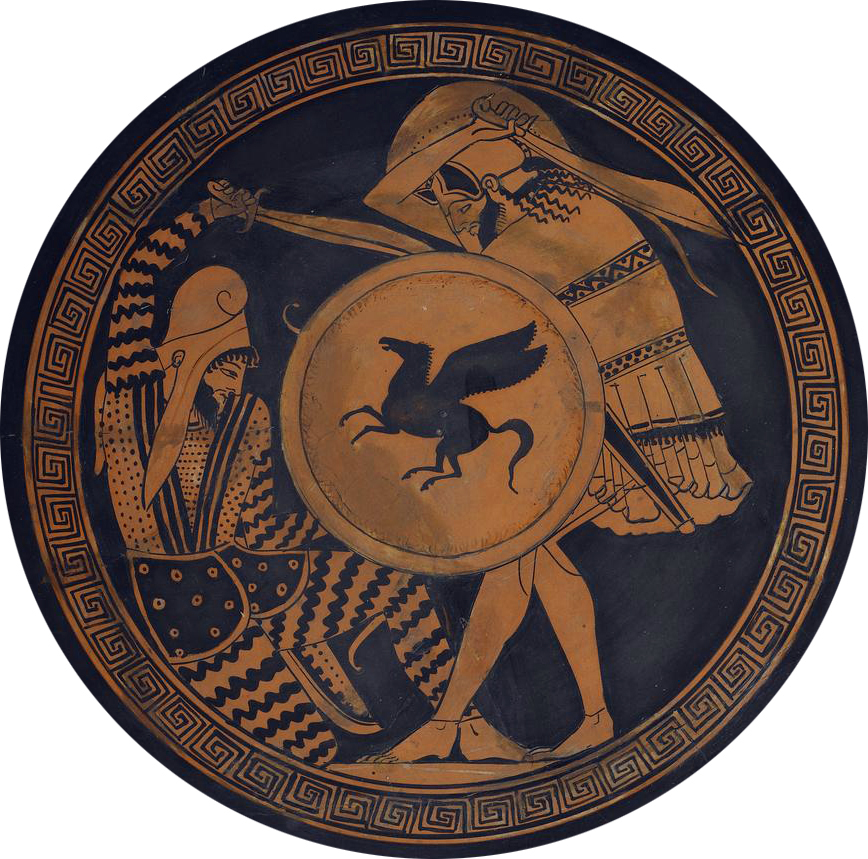
Un hoplita griego y un guerrero persa combatiendo. Escena de un kílix del.

El número de barcos y hombres persas implicados en la batalla es, como en todas las guerras médicas, algo problemático de establecer. Es evidente que la flota persa no se atrevió a llevar a cabo operaciones contra los griegos, por lo que debía tener un tamaño aproximado, o incluso inferior. Heródoto afirma que la flota persa estaba compuesta por 300 barcos. Los griegos presentaron en la batalla de Salamina 378 barcos, pero no todos hubieron de componer la flota aliada del 479 a. C. y quizá su número se hubiera visto reducido para entonces a unas 300 naves. Los barcos fenicios fueron despedidos de la flota persa antes de la batalla, lo que redujo todavía más su fuerza.
Diodoro cuenta que los persas reunieron 100 000 hombres para defender su campamento y sus naves, mientras que Heródoto sostiene que eran 60 000 los soldados que estaban bajo el mando de Tigranes. La cuadratura de estas cifras sugiere que el número de persas debía rondar los 40 000. Teniendo en cuenta que tras Salamina los barcos persas podían estar faltos de tripulantes, los 200-300 barcos podrían estar tripulados por este número de personal naval (aceptando el estándar de Heródoto de unos doscientos hombres por barco). Sin embargo, el total de 100 000 es demasiado alto, pues para dar acomodo a tal número de hombres y a sus 200 barcos el campamento persa debía ser enorme. Las estimaciones actuales arrojan que el campamento de Mardonio en Platea, que fue levantado sin prisas, debía contener entre 70 000 y 120 000 hombres, por lo que es improbable que en Mícala se construyera un campamento de una magnitud similar en tan breve lapso de tiempo. Por lo tanto, es posible que los 60 000 citados por Heródoto fueran en realidad la cifra total de persas presentes en Mícala, un número que efectivamente superaba al de griegos, razón por la que abandonaron su fuerte para combatirlos.

### Los griegos
Los números de hombres y naves aliadas son igualmente problemáticos. Heródoto defiende que Leotíquidas mandaba 110 trirremes. Sin embargo, el año anterior los aliados habían desplegado 271 trirremes en la batalla de Artemisio y poco después 378 en Salamina. También dice que los aliados tenían el «dominio del mar» después del combate de Salamina, lo que significa que el tamaño de la flota aliada era como mínimo similar al de la persa. Por otro lado, Diodoro menciona 250 naves griegas, más consecuente con los números que se manejan para las batallas del año anterior. Estas dos cifras se pueden conciliar asumiendo que Leotíquidas mandaba 110 trirremes y que se le unieron los barcos atenienses de Jantipo después de que la infantería aliada hubiera salido del Peloponeso. Esta es la explicación que da el historiador Holland, que sostiene que los griegos tenían una flota de tamaño similar a lo que restaba de la flota persa.
A pesar de que los atenienses habían enviado 8000 hoplitas a Platea, todavía tenían un amplio capital humano para tripular una gran flota de trirremes, especialmente si tenemos en cuenta que los remeros procedían de las clases bajas, las que no podían permitirse el completo equipamiento de un hoplita. La tripulación estándar de un trirreme era de unos doscientos hombres, incluidos catorce infantes de marina. En la segunda guerra médica cada barco persa portaba treinta infantes extras, y por otra parte en la batalla naval de Lade cada trirreme de la isla de Quíos embarcó cuarenta infantes de marina. Ello sugiere que cada nave podía transportar un máximo de 40-45 soldados, pues los trirremes se podían desestabilizar fácilmente con peso extra. La combinación de estos números arroja una cifra de entre 22 000 y 58 000 hombres en el bando aliado, más entre 3300 y 11 250 infantes de marina fuertemente armados. Algunas fuentes estiman unos 40 000 hombres, que es la media aproximada del rango mencionado y un número bastante apropiado. Sin embargo, ya que se esperaba que solo los soldados lucharan cuerpo a cuerpo, los remeros de la flota aliada probablemente no iban equipados para un combate en tierra y por ello seguramente solo combatieron en Mícala los infantes de marina.

## Consideraciones estratégicas y tácticas
Desde un punto de vista estratégico, la batalla no era necesaria para ninguno de los bandos, pues el principal teatro estratégico era la propia Grecia continental. Aunque destruir la armada del enemigo daba una clara ventaja a cualquiera de los contendientes, intentarlo suponía arriesgar la flota propia. Las acciones tanto de persas como de griegos reflejaron más su situación anímica que cualquier consideración estratégica. Los persas, viendo que no tenían casi nada que ganar en la batalla, desmoralizados y divididos con la disidencia dentro de sus filas, trataron de evitar la confrontación naval. Por el contrario, los aliados griegos, que estuvieron en principio nerviosos por el inminente combate contra los medos, trataron de aprovechar su ventaja moral una vez que supieron de la delicada situación de la flota persa.
Tácticamente la flota asiática debería haber tenido ventaja en el mar, pues la parte ateniense de la flota griega era todavía, a pesar de sus esfuerzos en las batallas de Artemisio y Salamina, novata en asuntos marinos. Sin embargo, ya sea por su desmoralización o porque estaban de hecho en inferioridad numérica, los persas buscaron cierta ventaja táctica uniéndose a los efectivos terrestres bajo mando de Tigranes y fortificando su posición. A pesar de todo, cuando los aliados desembarcaron para combatir en tierra, los persas desaprovecharon su buena situación saliendo de su empalizada para combatirlos a campo abierto. Además, como las batallas de Maratón y las Termópilas habían demostrado, la superioridad numérica no era suficiente contra los fuertemente acorazados hoplitas. Así, una vez comenzado el combate, fueron los griegos los que se hicieron con el mando táctico.

## La batalla
Al parecer los griegos formaron en dos alas, en la derecha los atenienses, corintios y los soldados de Sición y Trecén, en la izquierda los espartanos y otros contingentes. El ala derecha marchó en línea recta por el terreno llano costero hacia el campamento persa, mientras la izquierda intentó flanquear a los asiáticos atravesando por un terreno más quebrado. Así, el ala derecha inició el combate contra los persas mientras la izquierda griega continuaba avanzando para rodearlos. Heródoto afirma que los persas comenzaron luchando dignamente, pero que los atenienses y el resto de contingentes que estaban con ellos deseaban derrotarlos antes de la llegada de los espartanos y por ello los atacaron cada vez con más fiereza.
Los persas se mantuvieron en su terreno durante un tiempo, pero finalmente rompieron su formación y huyeron hacia la empalizada seguidos por el ala derecha de los griegos. Muchos soldados del ejército asiático huyeron entonces del campamento, excepto el contingente de tropas de etnia persa, que se agruparon y combatieron a los aliados cuando estos entraron en el campamento. En ese momento hizo su aparición el ala izquierda griega, que rodeó la empalizada, tomó por la retaguardia a los persas y puso fin a la batalla. Heródoto relata que, viendo que el desenlace de la batalla pendía de un hilo, los desarmados soldados de Samos se unieron a los aliados e hicieron lo que pudieron. Esto inspiró a los jonios, que también se volvieron contra los medos. Se ignora en qué momento de la batalla sucedió todo esto, pero los de Samos no debieron estar presentes en el combate principal porque estaban desarmados y su intervención hubo de producirse ya en el campamento. Mientras tanto, los de Mileto, que habían sido enviados a guardar los pasos del monte Mícala, también se rebelaron contra los persas. En principio se confundieron entre los soldados persas que huían, pero al ver el claro desenlace de la confrontación comenzaron a matar a los medos que escapaban.
El historiador Heródoto no menciona cifras concretas de muertos y se limita a decir que hubo numerosas bajas en ambos bandos. Los de Sición resultaron especialmente castigados, pues también perdieron a su general Perilao. En el bando persa cayeron el almirante Mardontes y el general Tigranes, aunque Artaíntes e Itanitres consiguieron escapar. Heródoto afirma que huyeron algunas tropas persas hacia Sardes. Diodoro sostiene que murieron 40 000 persas y también detalla que los supervivientes huyeron a Sardes.

## Repercusiones
Cuando los espartanos llegaron, el campamento persa fue saqueado y sus barcos quemados. Durante el retorno a Samos, los aliados discutieron sus próximos movimientos. Leotíquidas propuso evacuar las ciudades jónicas y llevar a sus habitantes a Grecia, pues sería difícil defenderlas de nuevos ataques persas. Sin embargo, Jantipo se opuso vehementemente a esto esgrimiendo que las ciudades jónicas eran originalmente colonias griegas. Más tarde, los griegos jónicos se unirían a Atenas en la Liga de Delos contra Persia.
Con las victorias en Platea y Mícala acabó la segunda guerra médica. Además, se puso fin a la amenaza de una futura invasión persa, pues, aunque los helenos siguieron temiendo que Jerjes lo intentara de nuevo, con el tiempo les quedó claro que eso no iba a suceder y que el interés del Imperio aqueménida por invadir Grecia había disminuido.

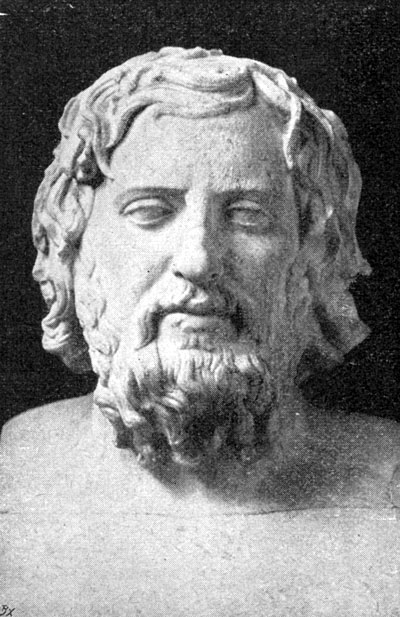
Jenofonte (431-355 a. C.), comandante mercenario griego al servicio persa e historiador.

Después de la victoria en las faldas del monte Mícala la flota aliada navegó al Helesponto para destruir los pontones persas, pero se encontraron con que eso ya se había hecho. Así, los peloponesios navegaron de vuelta a casa mientras que los atenienses se quedaron a atacar el Quersoneso tracio, todavía en manos persas. Los medos que restaban se agruparon en Sesto, la mayor ciudad de la región, donde fueron sitiados por los atenienses. La ciudad cayó tras un largo asedio, iniciándose así una nueva fase en las guerras médicas, la del contraataque griego. Las Historias de Heródoto finalizan con el asedio de Sestos. En los siguientes treinta años los helenos, principalmente los de la Liga de Delos dominada por Atenas, expulsaron (o ayudaron a expulsar) a los persas de Macedonia, Tracia, las islas del Egeo y Jonia. La paz con Persia llegó en el 449 a. C. con la firma de la Paz de Calias, que ponía fin a medio siglo de guerras.

## Significación
Mícala y Platea fueron acontecimientos muy importantes de la historia antigua por ser las batallas que pusieron final a la segunda guerra médica y dieron inicio a la hegemonía helena en el conjunto de las guerras médicas. Aunque impidieron el avance del Imperio aqueménida por Europa, los griegos pagaron un alto precio en vidas. La batalla de Maratón demostró que los persas podían ser vencidos y la batalla naval de Salamina salvó a Grecia de la conquista inmediata, pero fueron Platea y Mícala las victorias que alejaron definitivamente la amenaza oriental. Sin embargo, ninguna de estas dos batallas es tan recordada como Maratón, Salamina o las Termópilas, algo que es difícil de aclarar, aunque sin duda se debe a las circunstancias en que se desarrollaron. La fama de las Termópilas se debe a la valentía griega ante un enemigo muy superior en número, y las de Maratón y Salamina a que ambas fueron libradas y vencidas por los griegos a pesar de su delicada situación estratégica. Por el contrario, Platea y Mícala se lucharon cuando los griegos habían conseguido cierta seguridad estratégica y tenían más posibilidades de victoria. De hecho, en ambas ocasiones fueron los helenos los que buscaron la confrontación.
Militarmente la mayor lección de las batallas de Platea y Mícala es volver a insistir en la clara superioridad de los hoplitas y las falanges griegas sobre la más ligeramente armada infantería persa, algo que fue demostrado por primera vez en Maratón. Teniendo en cuenta esta primera lección, en el resto de las guerras médicas el imperio persa comenzó a reclutar y confiar en mercenarios helenos. Una acción de esos mercenarios, la Expedición de los Diez Mil que narra Jenofonte en su Anábasis, demostró además a los griegos que los persas eran militarmente vulnerables incluso en su propio territorio y allanó el camino para la invasión de todo el imperio persa por parte de Alejandro Magno algunas décadas después.